# Flèche wallonne 1947
La Flèche wallonne 1947, 11e édition de la course, a lieu le 15 juin 1947 sur un parcours de 276 km. La victoire revient au Belge Ernest Sterckx, qui a terminé la course en 8 h 43 min 00 s, devant les Belges Maurice Desimpelaere et Gustave Van Overloop.
Sur la ligne d’arrivée de Liège, 24 des 75 coureurs au départ à Mons ont terminé la course.

## Classement final
| #  | Coureur              | Équipe         |    | Temps           |
| -- | -------------------- | -------------- | -- | --------------- |
| 1  | Ernest Sterckx       | Alcyon-Dunlop  | en | 8 h 43 min 00 s |
| 2  | Maurice Desimpelaere | Alcyon-Dunlop  | +  | 1 min 20 s      |
| 3  | Gustave Van Overloop | L'Express      |    | 1 min 20 s      |
| 4  | Stan Ockers          | Groene Leeuw   |    | 2 min 00 s      |
| 5  | Jean Breuer          | Rochet-Dunlop  |    | 3 min 30 s      |
| 6  | Émile Masson         | Alcyon-Dunlop  |    | 8 min 00 s      |
| 7  | Prosper Depredomme   | Garin          |    | 8 min 00 s      |
| 8  | Jacques Geus         | Rochet-Dunlop  |    | 8 min 00 s      |
| 9  | Guillaume Cappelmans | Peugeot-Dunlop |    | 9 min 00 s      |
| 10 | Albert Pottgens      | Rochet-Dunlop  |    | 12 min 40 s     |